# まなこ (ダンサー)
まなこ（1996年〈平成8年〉3月3日 - ）は、日本の女性ダンサー、歌手、タレント、YouTuberである。音楽グループ・DANCEROIDおよびQ'ulleのメンバーとして2020年まで活動していた。

## 略歴
2012年10月28日に踊り手としてデビューし、同年11月17日にはDANCEROIDのメンバー発表イベントで第3期メンバーに選ばれた。
2014年8月、動画投稿サイト・YouTubeに「ようかい体操第一」の踊ってみた動画を投稿。YouTubeではコピー転載されたものも含め、再生回数は1000万回以上を記録
2015年、長野県限定CM「年金ダンス」（長野県JAバンク）に出演。映画『HERO SHOW』にゆずきと共に出演。初の映画出演で主演を務めた。「第五回きりゅう映画祭」で上映されており、主題歌はQ'ulleの「HERO」が使用された。
2019年、ソロプロジェクト「manaco」を結成。同年3月10日に公式サイトを開設。8月、ソロ活動として初の全国ツアーmanaco 全国8都市ツアー「cross road」を開催。11月27日、初のソロ1stアルバム『オンブルー』を発売。

## 人物
- 趣味はアニメ、ゲーム、家から出ないこと。
- 特技は振り付け、ギター。
- Q'ulle一の歌唱力の持ち主。歌いだしや落ちサビを担当することが多い。また、コーラスも全曲担当している。
- 振り付けが得意。踊ってみた動画では振り付けを担当することが多い。
- HoneyWorks「告白実行委員会〜恋愛シリーズ〜」の楽曲「金曜日のおはよう」の踊ってみた動画により、セーラー服がトレードマークとなった。
- 2015年3月16日、ギブソンショールームにてDr.エピフォンに認定され、ギターを演奏し始める。以来、Q'ulleのライブ中にも何度か披露している。

## 作品

### アルバム
- オンブルー（2019年11月27日）

### デモ (Demo)
- 向日葵
- 優しい世界に眠っている
- COLOR
- 愛踊る
- ヒーローになりたいんだ
- 主演：わたし
- 貴方が思うよりも
- トクベツ
- ふたりぼっち
- アイを注いでくれたキミに
- しぇけなべいべ!(反田葉月とデュエット)

### 参加作品
- NO KIDDING feat.manaco - COJIRASE THE TRIPの1stシングル「Soldier」 の収録曲

## イベント

### ツアー
- manaco 全国8都市ツアー「cross road」（2019年）

### その他のイベント
- “YouTube Rewind 2014”（2014年）
- GARNiDELiA PresentsHalloween MiRACLE WONDER PARTY（2015年10月25日）

## インターネット配信
- manaco project live broadcast「start」（2019年5月27日）

## 書籍
- manaco 初のフォト＆パーソナルブック 「ONE’S WHOLE SELF」（ヤマハミュージックエンタテインメントホールディングス 、2020年1月20日）